# Paul-Armand Challemel-Lacour
Paul-Armand Challemel-Lacour [ejtsd: salmel-lakúr] (Avranches, 1827. május 19. – Párizs, 1896. október 16.) francia publicista és politikus.

## Életútja
A Lycée St-Louis-ban és az École normale supérieure-ben tanult. Bölcsészeti előadásokat tartott Párizsban és Limoges-ban; azonban az 1851. december 2-ai államcsíny után számkivetésbe kellett mennie. Három évi távollét után visszatért és a Temps című lapba írt ellenzéki cikkeket. A porosz–francia háború idején barátja Gambetta, Lyon prefektusává nevezte ki. 1872-ben bejutott a nemzetgyűlésbe, ahol Gambetta oldala mellett mint tudományosan képzett, kiváló szónok különösen a klerikális irány ellen harcolt. Tevékenységének elismeréseül Marseille városa 1876-ban szenátorrá választotta, a kormány pedig 1879-ben Bernbe, 1880-ban Londonba küldte követnek, ahonnan csak Gambetta bukása után tért vissza 1882-ben. Egy évvel később elvállalta Jules Ferry kormányában a külügyi tárcát. A Bourrée-féle szerződésnek visszautasításával háborúba keverte hazáját Kínával, novemberben pedig visszalépett állásáról. Később ismét előtérbe lépett. Mint a szenátus alelnöke az 1892. szeptember 22-én tartott százados ünnepély alkalmával a Panthéonban a francia forradalmat magasztaló beszédet mondott és az ő indítványára szavazott a szenátus december 12-én bizalmat a Bourgeois–Ribot kormánynak. 1893. március 27-én a szenátus nagy többséggel elnökének választotta az elhunyt Ferry helyébe, március 23-án pedig a Francia Akadémia Rénan utódja gyanánt tagjai közé felvette. Challemel-Lacour ugyanis számos jeles munkával gazdagította a francia irodalmat, és honfitársai közt azon kevesek közé tartozott, akik alaposan ismerték az angol és német bölcsészeti irodalmat. Különösen pedig Schopenhauernek volt nagy tisztelője.
Főbb munkái: Philosophie individualiste (Párizs, 1864. Ebben a tanulmányban Wilhelm von Humboldtot méltatja). Lefordította H. Ritter: A bölcsészet története című 3 kötetnyi munkáját franciára. Kiadta végül d'Épinay asszony összes műveit (1870).